# (8615) 1979 MB2
1979 أم بي 2 (ويعرف أيضًا باسم (8615) 1979 أم بي 2 وفق تسمية الكوكب الصغير) (بالإنجليزية: 1979 MB2)‏ هو كويكب ضمن حزام الكويكبات؛ وترتيبه 8615 من حيث الاكتشاف.
اكتُشف هذا الجُرم الفلكي بواسطة اليانور إف. هيلين في 25 يونيو 1979.

## وصلات خارجية
- (8615) 1979 MB2 في قاعدة بيانات مختبر الدفع النفاث لأجرام النظام الشمسي الصغيرة

- الاكتشاف · مخطط المدار ·  العناصر المدارية · المعلمات المادية

- (8615) 1979 MB2 على موقع ويكي سكاي: DSS2, SDSS, GALEX, IRAS, Hydrogen α, X-Ray, Astrophoto, Sky Map, Articles and images